# O Werld! jagh tigh förlåter
O värld jag dig förlåter är en tysk psalm av Johann Hess, eller Hesse (1490–1547), O Welt ich musz dich lassen., I några tyska psalmböcker tillskrivs psalmen George Zimmermann, "en olyckelig mennisko, som Ao. 1603, säges wara af satan förledder til at omenniskligen mörda sina moder och twenne Systrar." Psalmen har 10 verser och samma melodi som nr 249 O Gud, vem skall jag klaga.
Psalmen inleds 1695 med orden:
O werld! jagh tigh förlåther
Min synd jagh nu begråter

## Publicerad som
- Nr 391 i 1695 års psalmbok under rubriken "Suckan i Dödzångest".